# Netzwerksicherheitsgruppe
Eine Sicherheitsgruppe (englisch security group), auch Netzwerksicherheitsgruppe (englisch network security group) (NSG) oder Cloudbasierte Zugriffsgruppe (englisch Cloud-Based Security Groups) ist eine Zusammenfassung von Netzwerkknoten für die eine gemeinsame Sicherheitsrichtlinie (englisch Policy) gilt.
Eine Sicherheitsgruppe umfasst:
- eine geographische Region
- eine Ressourcengruppe, bestehend aus zusammengehörigen VMs, Diensten und Datenbanken
- Regeln für eingehenden und ausgehenden Datenverkehr, wie ACLs und Firewall-Regeln

## Anwendung
Sicherheitgruppen trennen Ressourcengruppen nach ihrem Einsatzzweck und der zugehörigen Benutzergruppe. Beispiele:
- Trennung von nicht zusammengehörigen Ressourcen (z. B. nach Geschäftsprozess)
- Deployment-Umgebungen (z. B. Entwicklung-, Test- und Produktivsystem)
- öffentliche und private Umgebung
- Benutzer- und Administrationsumgebung